# Luciasången
Luciasången är en sång med tre texter på svenska som sjungs till en neapolitansk (italiensk) melodi. Originalet har på neapolitanska inledningsorden Comme se frícceca la luna chiena! och på italienska Sul mare luccica l’astro d’argento och titeln Santa Lucia.

## Bakgrund – originalet
Musiken och texten anges ofta vara komponerad eller nedtecknad 1835 av den italienske tonsättaren Teodoro Cottrau (1827–1879). Det är troligen snarare så att Cottrau, som var son till den franskitalienske kompositören och sångsamlaren Guillaume Louis Cottrau (1797–1847) nedtecknade och översatte sången från neapolitanska till italienska. Cottrau publicerade sången som ”Barcarolla” 1849.
Texten är lagd i munnen på skepparen till en liten slup eller utfärdsbåt, som (åtminstone i sångens början) ligger vid kaj i Neapel. Han ropar in passagerare genom att lyriskt beskriva hur fager stadsdelen Santa Lucia är från havet. "Tu sei l'impero dell'armonia, Santa Lucia!” – ”Du är harmonins rike, Santa Lucia.”
Än i dag gäller, att från centrala Neapel skjuter den lilla halvön Santa Lucia ut i Neapelbukten. På denna halvö finns dels en pittoresk gammal borg, Castel dell’Ovo (byggd 1128), dels en liten skyddad hamn för mindre fartyg och småbåtar. Egentligen tycks borgen ligga på en liten ö, som via en kort bro fogats samman med centrala Neapels gatunät. Det är viktigt att betona, att den ursprungliga sången inte alls nämner helgonet, utan handlar om denna ö eller halvö, som är vackrast från sjösidan och därför bäst bör beskådas på lite avstånd ifrån en båt. I bakgrunden har man även vulkanen Vesuvius och det hänförande landskapet runt omkring som en vacker inramning.
Sohlmans musiklexikon skriver att ”det är obekant hur sången kommit till Sverige”. Efter ett besök 1852 i Italien synes dock Gunnar Wennerberg ha fört med sig melodin till Sverige. Wennerberg befinner sig i Rom 1852 och skriver, efter en resa ”med Molin och en doktor R. i vagn ute på Appiska vägen”:
”D. 23 april […] Jag har fått tag i en neapolitansk Barcarole med förtjusande ord. Melodien är svag, men har en viss naturlig friskhet, som ändå alltid blir en hufvudförtjänst. Här, skall du få höra! Är inte detta vackert?”
Därefter citerar han den italienska texten. Signe Taube skriver: ”Här skref han upp alla de många verserna på denna ’Santa Lucia’ som allt sedan dess gått öfver hela världen, sjungen så ofta och halad på positiv hvarhelst en mörkögd italienare dragit fram.”
Fredrika Bremer skriver i sin Lifvet i gamla verlden:
Ischia den 10 juli (1858?)
”Under en strålande stjernhimmel och ljufligt vaggande af hafvet vände vi åter mot vår villa. Hvart årtag frambragte en hel svärm lysande meduser, eld-blickar och tårar. Psyche sjöng och slutligen vi alla med henne ’Santa Lucia.’ Den sköna barcajuolon, ’vera barcarola popolare’ må här stå i min fria öfversättning på orimmad vers, i hopp att den snart må få en bättre på rimmad, såsom den förtjenar.”
Sedan följer sex verser i Bremers egen översättning och därefter originaltexten under rubriken ”Vera Barcarola Popolare. Il Barcajuolo di Santa Lucia.”
En del av sången är citerad i Viktor Rydbergs Romerska sägner som utkom 1877:
”Över det glittrande vattenbrynet, blandande sig med den glasartade klangen av de framvälvande vågorna och det friska suckandet av det brutna och tillbakavikande, förnims från fjärran fiskarens sång:
Sul mare luccica
l'astro d'argento,
placida è l'onda,
prospero il vento…
O, dolce Napoli,
suolo beato,
dove sorridere
volle il creato…
och under tiden kämpar solljus och gyllene dimmor där ute vid synranden, Sorrento glänser som silver, och över kuster och öar breder sig smältande metalliska färger.”
I USA publicerade M. McCaffrey från Baltimore en tidig version av sången, med text på engelska av Thomas Oliphant. Bland de globalt mer berömda versionerna finns en av operasångaren Enrico Caruso. Sången har också spelats in av Elvis Presley och utkommit på albumet Elvis for Everyone! år 1965.
I det tidigare Tjeckoslovakien gjordes melodin berömd med texten Krásná je Neapol, som sjöngs av Waldemar Matuška.

## Luciasången vid luciafirandet

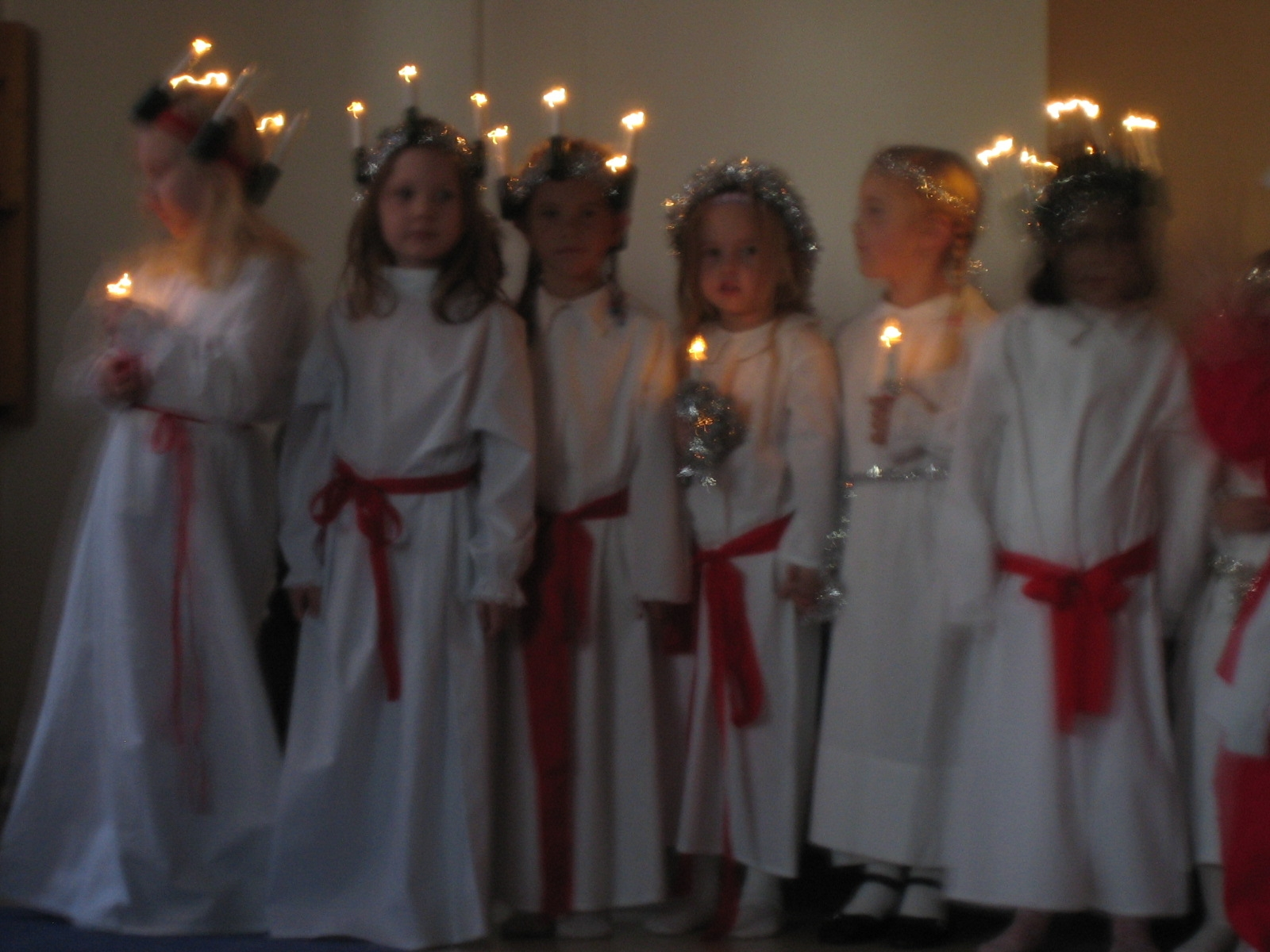
Svenska förskolebarn känner numera ofta sången som "Ute är mörkt och kallt"

Visan spreds till Sverige i början av 1900-talet och blev mycket populär och de flesta översättningarna var trogna det italienska originalet. En av dem började ”Aftonens stjärna havet bestrålar”, men då luciafirandet började spridas under 1920-talet fick visan texter som skulle passa det svenska luciafirandet. Den första text som hade anknytning till luciafirande publicerades i en skolsångbok 1921 och började ”Nu stråla tända ljus uti din krona”.
Tre texter på svenska är numera särskilt vanliga vid luciafirandet.
- Sankta Lucia, ljusklara hägring

Skrevs av Sigrid Elmblad (1860–1926). Publicerad 1924.
- Natten går tunga fjät

Skrevs av Arvid Rosén (1895–1973), tryckt i Sånger för skolan, 1928. Arvid Rosén skrev texten då det moderna Luciafirandet tog fart i Stockholm. Rosén författade texten med en språklig stil som liknar ålderdomliga folkvisor. Ordvändningar som stuva för stuga och förlät för lämnade (tyska: verlassen, danska: forlade) var svårbegripliga för många redan 1928. Det konstiga sus som på något sätt svingar sig genom tysta rum lånade han från den äldre Luciatextens "drömmar med vingesus". Trots eller på grund av dessa ålderdomliga ordvändningar var denna version av Luciasången länge den mest sjungna. Den äldre, men rättframmare texten Sankta Lucia har dock hela tiden funnits som alternativtext och har sedan slutet av 1980-talet återigen ökat i popularitet.
- Ute är mörkt och kallt.

Ute är mörkt och kallt skrevs, enligt Statens musiksamlingar, av förskolläraren Halldis Ljungquist 1958, medan det i Barnens svenska sångbok från 1999 anges att den är av okänd upphovsman eller är skriven av Gudrun Olsson. Den är framför allt vanlig på förskolornas och ibland även i skolorna. Sångens tema liknar Natten går tunga fjät och Sankta Lucia, ljusklara hägring. Ute är mörkt och kallt använder enklare ord, samt utgår från ett barns perspektiv. Sången finns med i barnsångboken Smått å gott från 1977, där den nämns som italiensk folkmelodi. Versionen finns inspelad på Nu är det jul igen, Luciaskivan från 2005 av Kerstin Andebys barnkör och Peter Wanngrens orkester.
Flera skämtsamma varianter cirkulerar på skolgårdarna, som ”Sankta Lucia, skänk mig en tia, tian var trasig, Lucian var knasig”, eller "Sankta Lucia, ge mig en tia, men inte en femma, för det har jag hemma".
Alex Garff skrev en text på danska som heter Nu bæres lyset frem. Denna version är den mest använda i Danmark.

## Andra texter till samma melodi
En annan text, Kärlek på svenska och italienska, skrevs av Emil Norlander och spelades in 1912 av Ernst Rolf som B-sida till "Tess lörda'n".

## Publikation
- Smått å Gott, 1977 (Ute är mörkt och kallt, kallad "Luciasången", angiven som "italiensk folkmelodi")
- Barnens svenska sångbok ("Sankta Lucia, ljusklara hägring", "Natten går tunga fjät", "Ute är mörkt och kallt"), 1999, under rubriken "året runt". De två första kallas där "Sankta Lucia", den tredje "Luciasången".
- Julens önskesångbok, som "Sankta Lucia" (Sankta Lucia, ljusklara hägring), 1997, under rubriken "Lucia" (angiven som "neapolitansk folkvisa").